# Mušnice in lupinarji
Mušnice in lupinarji (znanstveno ime Amanita) so rod gliv iz družine mušničark (Amanitaceae). Zaradi ohranjanja tradicije se v slovenščini uporabljata dve različni imeni za glive iz istega rodu. Mušnice za tiste, ki imajo na betu obroček oziroma zastiralce, in lupinarji za tiste, ki ga nimajo.
Rod je razširjen po vsemu svetu in vsebuje več kot 700 vrst, vključno z nekaterimi najbolj strupenimi znanimi gobami in nekaterimi cenjenimi užitnimi vrstami. Odgovorne so za približno 95 % smrtnih primerov zaradi zastrupitev z gobami, pri čemer jih polovico povzroči zelena mušnica (Amanita phalloides). Najmočnejši toksin v teh gobah je α-amanitin.
Čeprav je veliko mušnic užitnih, se nabiranje za prehrano odsvetuje vsem, razen najbolj izkušenim gobarjem.

## Seznam mušnic Slovenije[2][3]
| znanstveno ime         | slovensko ime          |
| ---------------------- | ---------------------- |
| Amanita abietum        | jelova mušnica         |
| Amanita caesarea       | knežja mušnica         |
| Amanita citrina        | citronasta mušnica     |
| Amanita echinocephala  | ostrokrpa mušnica      |
| Amanita eliae          | Elijeva mušnica        |
| Amanita excelsa        | podaljšana mušnica     |
| Amanita franchetii     | hrapava mušnica        |
| Amanita gracilior      | koničastoluska mušnica |
| Amanita junquillea     | medlorumena mušnica    |
| Amanita lepiotoides    | dežnikasta mušnica     |
| Amanita muscaria       | rdeča mušnica          |
| Amanita ovoidea        | jajčasta mušnica       |
| Amanita pantherina     | panterjeva mušnica     |
| Amanita phalloides     | zelena mušnica         |
| Amanita porphyria      | porfirasta mušnica     |
| Amanita proxima        | stepanska mušnica      |
| Amanita regalis        | rjava mušnica          |
| Amanita rubescens      | rdečkasta mušnica      |
| Amanita strobiliformis | velikoluska mušnica    |
| Amanita verna          | pomladanska mušnica    |
| Amanita virosa         | koničasta mušnica      |

## Seznam lupinarjev Slovenije[2][3]
| znanstveno ime           | slovensko ime          |
| ------------------------ | ---------------------- |
| Amanita argentea         | srebrni lupinar        |
| Amanita battarrae        | dvobarvni lupinar      |
| Amanita beckeri          | Beckerjev lupinar      |
| Amanita ceciliae         | pozlačeni lupinar      |
| Amanita contui           | rumeneči lupinar       |
| Amanita crocea           | oranžni lupinar        |
| Amanita friabilis        | jelšin lupinar         |
| Amanita flavescens       | rumeneči lupinar       |
| Amanita fulva            | rjavi lupinar          |
| Amanita fusco-olivacea   | olivnorjavi lupinar    |
| Amanita lividopallescens | bledični lupinar       |
| Amanita magnivolvata     | rjavolupinasti lupinar |
| Amanita mairei           | srebrnkasti lupinar    |
| Amanita nivalis          | snežni lupinar         |
| Amanita pachyvolvata     | belolupinasti lupinar  |
| Amanita simulans         | sivorjavi lupinar      |
| Amanita subalpina        | gorski lupinar         |
| Amanita submembranacea   | sivolupinasti lupinar  |
| Amanita vaginata         | sivi lupinar           |

## Smrtno strupene mušnice
- zelena mušnica
(Amanita phalloides)
- koničasta mušnica
(Amanita virosa)
- pomladanska mušnica
(Amanita verna)